# Tachyonen-Behandlung
Als Tachyonen-Behandlung werden im Bereich der Esoterik und der Alternativmedizin Behandlungen bezeichnet, bei denen hypothetischen Tachyonen Heilwirkungen zugeschrieben werden. Im Bereich der Esoterik werden Tachyonen als Energieträger bezeichnet, wobei die sogenannte „esoterische Energie“ weder wissenschaftlich definiert noch messbar ist. In diesem Zusammenhang werden auch Produkte angeboten, die „Tachyonen-Energie“ enthalten sollen. Belege für eine heilende Wirkung solcher Produkte oder Behandlungen gibt es nicht. In Anbetracht des Ursprungs des Tachyonen-Begriffs ist dies nicht überraschend. Gerald Feinberg prägte den Begriff Tachyon passend zu einer hypothetischen Diskussion der Physik über Teilchen, die sich schneller als das Licht bewegen (im Einklang mit den Gleichungen der speziellen Relativitätstheorie).
Seit ca. 1990 werden von einigen Herstellern in den USA, Liechtenstein (siehe Kurt Tepperwein) und der Schweiz Geräte, Kosmetika und andere Produkte für den Heilbereich angeblich „tachyonisiert“. Eine messbare, d. h. erkennbare Veränderung ist mit der Prozedur, die im Allgemeinen nicht näher beschrieben wird, nicht verbunden. Die Anwendung der Tachyon-Produkte soll Selbstheilungskräfte stimulieren. Zu den Produkten gehören T-Shirts, Fußsprays und Gleitgel. Außer bei Missempfindungen wie Stress, Erschöpfung und zur Entschlackung wird von den Anbietern auch bei chronischen Erkrankungen eine Tachyonentherapie empfohlen. Diese solle sich ordnend auf den Organismus auswirken.

## Kritik
Die Befürworter der „Tachyonen-Behandlung“ behaupten, in der Lage zu sein, Tachyonen nutzen zu können, obwohl es keinerlei Hinweise auf ihre Existenz gibt.
In Prospekten solcher esoterischen Produkte werden den Tachyonen auch weitere Eigenschaften zugeschrieben, die mit der physikalischen Bedeutung nichts zu tun haben. Oft werden dabei Begriffe der Physik und Elektrotechnik entlehnt, um dem potentiellen Kundenkreis Seriosität und Kompetenz zu suggerieren. Die Verwendung dieser Begriffe ist jedoch in aller Regel falsch und im Zusammenhang oft physikalisch unmöglich. Aus Sicht der Hersteller und Verkäufer sind diese fälschlichen Behauptungen unproblematisch, da der Kundenkreis typischerweise nicht aus dem Umfeld der Naturwissenschaften stammt.